# Баскур, Жозеф
Жозеф Баскур (фр. Joseph Bascourt; 15 сентября 1863, Брюссель — 6 марта 1927, Антверпен) — бельгийский архитектор, спроектировавший множество зданий в стиле модерн в Антверпене и его окрестностях. Среди его работ — 25 домов в районе Зюренборга и общественный центр в Вилрейке (1914-20).

## Биография
Баскур рос в семье из семи детей. Из-за болезни отца, который был вынужден отказаться от своего кофейного бизнеса, он рос со своей тётей в Антверпене. У её семьи был магазин нижнего белья на Грюнплатц.
В семнадцать лет он поступил на архитектурное отделение Королевской академии изящных искусств в Антверпене. Среди его преподавателей были Джосеф Шадде, Леонард Бломме и Питер Денс.
После учёбы он занимал призовые места на архитектурных конкурсах. В 1887 году он открыл своё дело и первым построил дом для своей тёти в стиле готического возрождения. В 1899 году он завершил строительство ансамбля их четырех домо на перекрестке улицы Генерала ван Мерлена и улицы Ватерлоо, получивший название «Ансамбль Осень, Зима, Весна и Лето» («l’ensemble Herfst, Winter, Zomer en Lente»). Ансамбль в стиле модерн был включён в список исторических памятников района Берхем в 1975 году. В то же время он построил виллу для директора Луйкса в Вестмалле, а также спроектировал клинику Nottebohm (Biartstraat 2, Антверпен), основанную как кожную клинику, которая до сих пор используется как дом для пожилых людей.
После войны он адаптировался к новому стилю ар-деко, использовав его в проекте своего последнего крупного заказа — ратуши Вилрейка. 21 июля 1925 года Баскур был удостоен звания кавалера ордена Короны. Умер в возрасте шестидесяти трёх лет в Антверпене.